# Kadzidło (gmina)
Kadzidło (do 1931 gmina Dylewo) – gmina wiejska w województwie mazowieckim, w powiecie ostrołęckim. W latach 1975–1998 gmina położona była w województwie ostrołęckim.
Siedziba gminy to Kadzidło.
Według danych z 30 czerwca 2011 gminę zamieszkiwały 11 444 osoby.
Jest największą gminą w powiecie.
Według danych z 31 grudnia 2019 roku gminę zamieszkiwały 11 363 osoby.

## Struktura powierzchni
Według danych z roku 2002 gmina Kadzidło ma obszar 258,94 km², w tym:
- użytki rolne: 54%
- użytki leśne: 40%

Gmina stanowi 12,33% powierzchni powiatu.

## Demografia

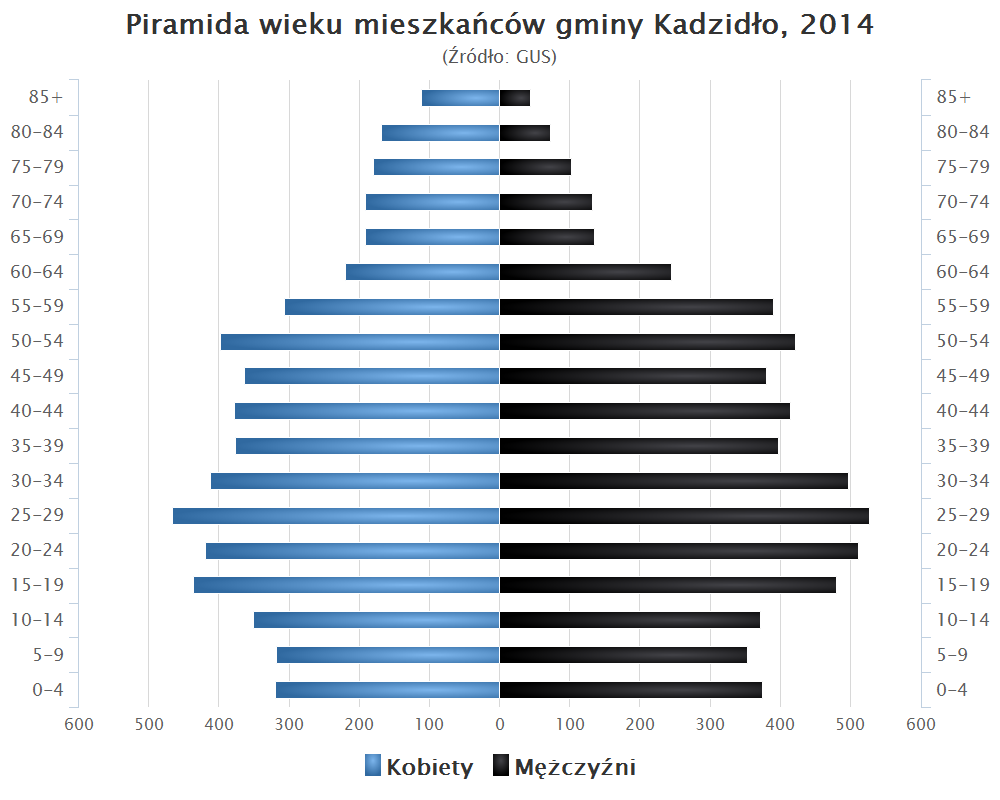
Piramida wieku mieszkańców gminy Kadzidło w 2014 roku

Dane z 30 czerwca 2004:
| Opis                              | Ogółem | Ogółem | Kobiety | Kobiety | Mężczyźni | Mężczyźni |
| --------------------------------- | ------ | ------ | ------- | ------- | --------- | --------- |
| jednostka                         | osób   | %      | osób    | %       | osób      | %         |
| populacja                         | 11 007 | 100    | 5356    | 48,7    | 5651      | 51,3      |
| gęstość zaludnienia (mieszk./km²) | 42,5   | 42,5   | 20,7    | 20,7    | 21,8      | 21,8      |

## Sołectwa
Brzozowa, Brzozówka, Czarnia, Chudek, Dylewo Nowe, Dylewo Stare, Golanka, Grale, Gleba, Jazgarka, Jeglijowiec, Kadzidło, Kierzek, Klimki, Krobia, Kuczyńskie, Piasecznia, Rososz, Siarcza Łąka, Sul, Strzałki, Tatary, Todzia, Wach.
Miejscowości bez statusu sołectwa: Grale (gajówka), Karaska, Karaska-Leśniczówka, Krobia (gajówka), Piasecznia (gajówka), Podgórze, Podgórze (leśniczówka), Rokitówka, Wąglewo, Wykrot (SIMC 0511166), Wykrot (SIMC 0511172).

## Sąsiednie gminy
Baranowo, Lelis, Łyse, Myszyniec, Zbójna